# Yamaha CS
Yamaha CS Ovation var en snöskotermodell som tillverkades mellan 1989 och 2000. Snöskotern kom i en Deluxe-modell och en standardmodell. Motorerna i snöskotern var en fläktkyld tvåcylindrig tvåtaktare på 340 cm3.
Den "vanliga" modellen hette Yamaha CS340 och DeLuxe-modellen hette Yamaha Ovation. CS340 hade svart/röd huv och Ovation blåmetallic eller svart beroende på vilken årsmodell.